# Uniwersytet Techniczny Gheorghe Asachi
Uniwersytet Techniczny Gheorghe Asachi (ro: Universitatea Tehnică „Gheorghe Asachi” din Iași) – rumuńska publiczna uczelnia wyższa, zlokalizowana w Jassach.
Uczelnia wywodzi się od Wydziału Nauk Ścisłych, funkcjonującego w ramach Uniwersytetu Aleksandra Jana Cuzy. W 1937 roku Wydział Nauk Ścisłych został przekształcony w szkołę politechniczną nazwaną imieniem Gheorghego Asachiego. W 1993 uczelnię podniesiono do rangi uniwersytetu technicznego i przemianowano na Uniwersytet Techniczny Gheorghe Asachi w Jassach. 
W skład uczelni wchodzą następujące jednostki organizacyjne:
- Wydział Automatyki i Inżynierii Komputerowej
- Wydział Budownictwa i Usług Budowlanych
- Wydział Architektury,
- Wydział Inżynierii Chemicznej i Ochrony Środowiska
- Wydział Budowy Maszyn i Zarządzania w Przemyśle
- Wydział Elektroniki, Telekomunikacji i Technik Informacyjnych
- Wydział Elektrotechniki
- Wydział Inżynierii Hydrotechnicznej, Geodezji i Inżynierii Środowiska
- Wydział Inżynierii Materiałowej
- Wydział Mechaniczny
- Wydział Tkaniny, Skóry i Zarządzania w Przemyśle.